# Bouche-Rolland
 (mars 2014).
Si vous disposez d'ouvrages ou d'articles de référence ou si vous connaissez des sites web de qualité traitant du thème abordé ici, merci de compléter l'article en donnant les références utiles à sa vérifiabilité et en les liant à la section « Notes et références ».
Bouche-Rolland, près de Solsac, en Aveyron, est une grotte dont une légende rapporte qu'elle aurait été occupée par le brigand Rolland au Moyen Âge, et que ce dernier y aurait caché son butin. Toutefois cette légende n'est pas prouvée à ce jour.

## Description
Cette grotte semble avoir été occupée depuis très longtemps, une occupation confirmée par de récentes découvertes (céramique, trous de calage de poteau, restes humains...). La légende locale raconte qu'un bandit nommé Rolland se serait servi de ce lieu comme repère, au Moyen Âge, avec une bande de truands tout aussi cruels que lui. Après ses raids et ses pillages, il aurait amassé une fortune considérable qu'il aurait, dit-on, cachée quelque part dans la grotte. Cependant, aucun trésor n'a jamais été découvert dans Bouche-Rolland, malgré plusieurs recherches menées par les anciens propriétaires de la grotte et, plus récemment, les spéléologues.